# A Drót epizódjainak listája
Ez a cikk a Drót című sorozat epizódjait tartalmazza.

## Évados áttekintés
| Évad | Évad | Epizódok | Eredeti sugárzás     | Eredeti sugárzás    | Magyar sugárzás      | Magyar sugárzás   | Eredeti adó | Magyar adó |
| Évad | Évad | Epizódok | Évadpremier          | Évadfinálé          | Évadpremier          | Évadfinálé        | Eredeti adó | Magyar adó |
| ---- | ---- | -------- | -------------------- | ------------------- | -------------------- | ----------------- | ----------- | ---------- |
|      | 1    | 13       | 2002. június 2.      | 2002. szeptember 8. | 2007. március 22.    | 2007. június 21.  | HBO         | Duna TV    |
|      | 2    | 12       | 2003. június 1.      | 2003. augusztus 24. | 2007. november 8.    | 2008. január 31.  | HBO         | Duna TV    |
|      | 3    | 12       | 2004. szeptember 19. | 2004. december 19.  | 2009. február 5.     | 2009. április 30. | HBO         | Duna TV    |
|      | 4    | 13       | 2006. szeptember 10. | 2006. december 10.  | 2010. február 12.    | 2010. május 14.   | HBO         | Duna TV    |
|      | 5    | 10       | 2008. január 6.      | 2008. március 9.    | 2010. szeptember 17. | 2010. december 3. | HBO         | Duna TV    |

## Epizódok

### 1. évad (2002)
| Sor. | Év. | Cím                      | Rendező         | Író                                                                             | Premier                              | Nézettség   |
| ---- | --- | ------------------------ | --------------- | ------------------------------------------------------------------------------- | ------------------------------------ | ----------- |
| 1.   | 1.  | Célpont (The Target)     | Clark Johnson   | Történet: David Simon és Ed Burns Tévéjáték: David Simon                        | 2002. június 2. 2007. március 22.    | 3,70 millió |
| 2.   | 2.  | Beosztás (The Detail)    | Clark Johnson   | Történet: David Simon és Ed Burns Tévéjáték: David Simon                        | 2002. június 9. 2007. március 29.    | 2,80 millió |
| 3.   | 3.  | Kézből-kézbe (The Buys)  | Peter Medak     | Történet: David Simon és Ed Burns Tévéjáték: David Simon                        | 2002. június 16. 2007. április 12.   | N/A         |
| 4.   | 4.  | Régi ügyek (Old Cases)   | Clement Virgo   | Történet: David Simon és Ed Burns Tévéjáték: David Simon                        | 2002. június 23. 2007. április 19.   | 2,91 millió |
| 5.   | 5.  | Hívó (The Pager)         | Clark Johnson   | Történet: David Simon és Ed Burns Tévéjáték: Ed Burns                           | 2002. június 30. 2007. április 26.   | 2,97 millió |
| 6.   | 6.  | A lehallgatás (The Wire) | Ed Bianchi      | Történet: David Simon és Ed Burns Tévéjáték: David Simon                        | 2002. július 7. 2007. május 3.       | 2,98 millió |
| 7.   | 7.  | Fogoly (One Arrest)      | Joe Chappelle   | Történet: David Simon és Ed Burns Tévéjáték: Rafael Alvarez                     | 2002. július 21. 2007. május 10.     | 4,12 millió |
| 8.   | 8.  | Leckék (Lessons)         | Gloria Muzio    | Történet: David Simon és Ed Burns Tévéjáték: David Simon                        | 2002. július 28. 2007. május 17.     | 3,31 millió |
| 9.   | 9.  | Mérkőzés (Game Day)      | Milčo Mančevski | Történet: David Simon és Ed Burns Tévéjáték: David H. Melnick és Shamit Choksey | 2002. augusztus 4. 2007. május 24.   | 3,42 millió |
| 10.  | 10. | Ára van... (The Cost)    | Brad Anderson   | Történet: David Simon és Ed Burns Tévéjáték: David Simon                        | 2002. augusztus 11. 2007. május 31.  | 4,15 millió |
| 11.  | 11. | Hajtóvadászat (The Hunt) | Steve Shill     | Történet: David Simon és Ed Burns Tévéjáték: Joy Lusco                          | 2002. augusztus 18. 2007. június 7.  | 3,43 millió |
| 12.  | 12. | Takarítás (Cleaning Up)  | Clement Virgo   | Történet: David Simon és Ed Burns Tévéjáték: George Pelecanos                   | 2002. szeptember 1. 2007. június 14. | 3,66 millió |
| 13.  | 13. | Ítélet (Sentencing)      | Tim Van Patten  | David Simon és Ed Burns                                                         | 2002. szeptember 8. 2007. június 21. | 3,77 millió |

### 2. évad (2003)
| Sor. | Év. | Cím                                       | Rendező              | Író                                                                   | Premier                              | Nézettség   |
| ---- | --- | ----------------------------------------- | -------------------- | --------------------------------------------------------------------- | ------------------------------------ | ----------- |
| 14.  | 1.  | Hullámvölgyben (Ebb Tide)                 | Ed Bianchi           | Történet: David Simon és Ed Burns Tévéjáték: David Simon              | 2003. június 1. 2007. november 8.    | 4,43 millió |
| 15.  | 2.  | Hullik a forgács (Collateral Damage)      | Ed Bianchi           | Történet: David Simon és Ed Burns Tévéjáték: David Simon              | 2003. június 8. 2007. november 15.   | 3,50 millió |
| 16.  | 3.  | Rossz anyag (Hot Shots)                   | Elodie Keene         | Történet: David Simon és Ed Burns Tévéjáték: David Simon              | 2003. június 15. 2007. november 22.  | 2,64 millió |
| 17.  | 4.  | Kemény ügyek (Hard Cases)                 | Elodie Keene         | Történet: David Simon és Joy Lusco Tévéjáték: Joy Lusco               | 2003. június 22. 2007. november 29.  | 4,33 millió |
| 18.  | 5.  | Sodrásban (Undertow)                      | Steve Shill          | Történet: David Simon és Ed Burns Tévéjáték: Ed Burns                 | 2003. június 29. 2007. december 6.   | 3,62 millió |
| 19.  | 6.  | Előjáték (All Prologue)                   | Steve Shill          | Történet: David Simon és Ed Burns Tévéjáték: David Simon              | 2003. július 6. 2007. december 13.   | 4,11 millió |
| 20.  | 7.  | Lassú víz (Backwash)                      | Thomas J. Wright     | Történet: David Simon és Rafael Alvarez Tévéjáték: Rafael Alvarez     | 2003. július 13. 2007. december 20.  | N/A         |
| 21.  | 8.  | Fehér madár (Duck and Cover)              | Dan Attias           | Történet: David Simon és George Pelecanos Tévéjáték: George Pelecanos | 2003. július 27. 2008. január 3.     | 3,64 millió |
| 22.  | 9.  | Mellément (Stray Rounds)                  | Tim Van Patten       | Történet: David Simon és Ed Burns Tévéjáték: David Simon              | 2003. augusztus 3. 2008. január 10.  | 3,04 millió |
| 23.  | 10. | Viharjelzés (Storm Warnings)              | Rob Bailey           | Történet: David Simon és Ed Burns Tévéjáték: Ed Burns                 | 2003. augusztus 10. 2008. január 17. | 3,51 millió |
| 24.  | 11. | Rémálmok (Bad Dreams)                     | Ernest Dickerson     | Történet: David Simon és George Pelecanos Tévéjáték: George Pelecanos | 2003. augusztus 17. 2008. január 24. | 3,70 millió |
| 25.  | 12. | Minden irány ködbe vész (Port in a Storm) | Robert F. Colesberry | Történet: David Simon és Ed Burns Tévéjáték: David Simon              | 2003. augusztus 24. 2008. január 31. | 4,48 millió |

### 3. évad (2004)
| Sor. | Év. | Cím                                        | Rendező           | Író                                                                   | Premier                                | Nézettség   |
| ---- | --- | ------------------------------------------ | ----------------- | --------------------------------------------------------------------- | -------------------------------------- | ----------- |
| 26.  | 1.  | Újra meg újra (Time After Time)            | Ed Bianchi        | Történet: David Simon és Ed Burns Tévéjáték: David Simon              | 2004. szeptember 19. 2009. február 5.  | 1,83 millió |
| 27.  | 2.  | Tisztelet meg minden (All Due Respect)     | Steve Shill       | Történet: David Simon és Richard Price Tévéjáték: Richard Price       | 2004. szeptember 26. 2009. február 12. | N/A         |
| 28.  | 3.  | Hősi halottak (Dead Soldiers)              | Rob Bailey        | Történet: David Simon és Dennis Lehane Tévéjáték: Dennis Lehane       | 2004. október 3. 2009. február 19.     | 1,54 millió |
| 29.  | 4.  | Habszerda (Hamsterdam)                     | Ernest Dickerson  | Történet: David Simon és George Pelecanos Tévéjáték: George Pelecanos | 2004. október 10. 2009. február 26.    | 1,45 millió |
| 30.  | 5.  | Törvény és tisztelő (Straight and True)    | Dan Attias        | Történet: David Simon és Ed Burns Tévéjáték: Ed Burns                 | 2004. október 17. 2009. március 5.     | 1,34 millió |
| 31.  | 6.  | Hazatérés (Homecoming)                     | Leslie Libman     | Történet: David Simon és Rafael Alvarez Tévéjáték: Rafael Alvarez     | 2004. október 31. 2009. március 12.    | 1,42 millió |
| 32.  | 7.  | Eldobhatók (Back Burners)                  | Tim Van Patten    | Történet: David Simon és Joy Lusco Tévéjáték: Joy Lusco               | 2004. november 7. 2009. március 19.    | N/A         |
| 33.  | 8.  | Erkölcsi fertő (Moral Midgetry)            | Agnieszka Holland | Történet: David Simon és Richard Price Tévéjáték: Richard Price       | 2004. november 14. 2009. március 26.   | 1,47 millió |
| 34.  | 9.  | Félresikerült (Slapstick)                  | Alex Zakrzewski   | Történet: David Simon és George Pelecanos Tévéjáték: David Simon      | 2004. november 21. 2009. április 2.    | N/A         |
| 35.  | 10. | Reformáció (Reformation)                   | Christine Moore   | Történet: David Simon és Ed Burns Tévéjáték: Ed Burns                 | 2004. november 28. 2009. április 16.   | 1,67 millió |
| 36.  | 11. | Áthidaló megoldás (Middle Ground)          | Joe Chappelle     | Történet: David Simon és George Pelecanos Tévéjáték: George Pelecanos | 2004. december 12. 2009. április 23.   | 2,04 millió |
| 37.  | 12. | Küldetés teljesítve (Mission Accomplished) | Ernest Dickerson  | Történet: David Simon és Ed Burns Tévéjáték: David Simon              | 2004. december 19. 2009. április 30.   | 2,04 millió |

### 4. évad (2006)
| Sor. | Év. | Cím                                                                    | Rendező           | Író                                                                | Premier                                |
| ---- | --- | ---------------------------------------------------------------------- | ----------------- | ------------------------------------------------------------------ | -------------------------------------- |
| 38.  | 1.  | Itt a nyár (Boys of Summer)                                            | Joe Chappelle     | Történet: David Simon és Ed Burns Tévéjáték: David Simon           | 2006. szeptember 10. 2010. február 12. |
| 39.  | 2.  | Fától az erdőt (Soft Eyes)                                             | Christine Moore   | Történet: Ed Burns és David Mills Tévéjáték: David Mills           | 2006. szeptember 17. 2010. február 19. |
| 40.  | 3.  | Osztályfőnök (Home Rooms)                                              | Seith Mann        | Történet: Ed Burns és Richard Price Tévéjáték: Richard Price       | 2006. szeptember 24. 2010. február 26. |
| 41.  | 4.  | Menekültek (Refugees)                                                  | Jim McKay         | Történet: Ed Burns és Dennis Lehane Tévéjáték: Dennis Lehane       | 2006. október 1. 2010. március 5.      |
| 42.  | 5.  | Szövetségek (Alliances)                                                | David Platt       | Történet: David Simon és Ed Burns Tévéjáték: Ed Burns              | 2006. október 8. 2010. március 12.     |
| 43.  | 6.  | Hibahatár (Margin of Error)                                            | Dan Attias        | Történet: Ed Burns és Eric Overmyer Tévéjáték: Eric Overmyer       | 2006. október 15. 2010. március 19.    |
| 44.  | 7.  | ...ti is akképpen cselekedjetek! (Unto Others)                         | Anthony Hemingway | Történet: Ed Burns és William F. Zorzi Tévéjáték: William F. Zorzi | 2006. október 29. 2010. március 26.    |
| 45.  | 8.  | Sarki srácok (Corner Boys)                                             | Agnieszka Holland | Történet: Ed Burns és Richard Price Tévéjáték: Richard Price       | 2006. november 5. 2010. április 9.     |
| 46.  | 9.  | Tudd, hol a helyed! (Know Your Place)                                  | Alex Zakrzewski   | Történet: Ed Burns és Kia Corthron Tévéjáték: Kia Corthron         | 2006. november 12. 2010. április 16.   |
| 47.  | 10. | Kételyek (Misgivings)                                                  | Ernest Dickerson  | Történet: Ed Burns és Eric Overmyer Tévéjáték: Eric Overmyer       | 2006. november 19. 2010. április 23.   |
| 48.  | 11. | Egy új nap (A New Day)                                                 | Brad Anderson     | Történet: David Simon és Ed Burns Tévéjáték: Ed Burns              | 2006. november 26. 2010. április 30.   |
| 49.  | 12. | Akinek van, adatik, akinek nincs, attól elvétetik (That's Got His Own) | Joe Chappelle     | Történet: Ed Burns és George Pelecanos Tévéjáték: George Pelecanos | 2006. december 3. 2010. május 7.       |
| 50.  | 13. | Bizonyítványosztás (Final Grades)                                      | Ernest Dickerson  | Történet: David Simon és Ed Burns Tévéjáték: David Simon           | 2006. december 10. 2010. május 14.     |

### 5. évad (2008)
| Sor. | Év. | Cím                                                 | Rendező                    | Író                                                                   | Premier                               | Nézettség   |
| ---- | --- | --------------------------------------------------- | -------------------------- | --------------------------------------------------------------------- | ------------------------------------- | ----------- |
| 51.  | 1.  | Többet kevesebből (More with Less)                  | Joe Chappelle              | Történet: David Simon és Ed Burns Tévéjáték: David Simon              | 2008. január 6. 2010. szeptember 17.  | 1,23 millió |
| 52.  | 2.  | Meg nem erősített értesülések (Unconfirmed Reports) | Ernest Dickerson           | Történet: David Simon és William F. Zorzi Tévéjáték: William F. Zorzi | 2008. január 13. 2010. szeptember 24. | 1,19 millió |
| 53.  | 3.  | Meg nem nevezett források (Not for Attribution)     | Scott Kecken és Joy Kecken | Történet: David Simon és Chris Collins Tévéjáték: Chris Collins       | 2008. január 20. 2010. október 8.     | 0,85 millió |
| 54.  | 4.  | Átmenetek (Transitions)                             | Dan Attias                 | Történet: David Simon és Ed Burns Tévéjáték: Ed Burns                 | 2008. január 27. 2010. október 15.    | 1,28 millió |
| 55.  | 5.  | Nyilatkozatok (React Quotes)                        | Agnieszka Holland          | Történet: David Simon és David Mills Tévéjáték: David Mills           | 2008. február 3. 2010. október 29.    | 0,53 millió |
| 56.  | 6.  | Dickensi nézőpont (The Dickensian Aspect)           | Seith Mann                 | Történet: David Simon és Ed Burns Tévéjáték: Ed Burns                 | 2008. február 10. 2010. november 5.   | 0,74 millió |
| 57.  | 7.  | Kihasználva (Took)                                  | Dominic West               | Történet: David Simon és Richard Price Tévéjáték: Richard Price       | 2008. február 17. 2010. november 12.  | 0,57 millió |
| 58.  | 8.  | Tisztázások (Clarifications)                        | Anthony Hemingway          | Történet: David Simon és Dennis Lehane Tévéjáték: Dennis Lehane       | 2008. február 24. 2010. november 19.  | N/A         |
| 59.  | 9.  | Késői kiadás (Late Editions)                        | Joe Chappelle              | Történet: David Simon és George Pelecanos Tévéjáték: George Pelecanos | 2008. március 2. 2010. november 26.   | 0,71 millió |
| 60.  | 10. | Lapzárta (-30-)                                     | Clark Johnson              | Történet: David Simon és Ed Burns Tévéjáték: David Simon              | 2008. március 9. 2010. december 3.    | 1,10 millió |